# Nowy Targ (Stary Targ)
Das Dorf Nowy Targ (deutsch Neumark) ist der südlichste Ortsteil der Landgemeinde Stary Targ (Altmark) im Powiat Sztumski (Stuhmer Kreis) in der polnischen Woiwodschaft Pommern.

## Geographische Lage
Das Kirchdorf liegt im ehemaligen Westpreußen, etwa zehn Kilometer ostsüdöstlich von Stuhm (Sztum), sechs Kilometer nordnordöstlich von Niklaskirchen (Mikołajki Pomorskie), vier Kilometer südsüdöstlich von Altmark (Stary Targ) und 19 Kilometer südsüdöstlich der Ordensburg Marienburg in der Stadt Marienburg (Malbork).

## Geschichte

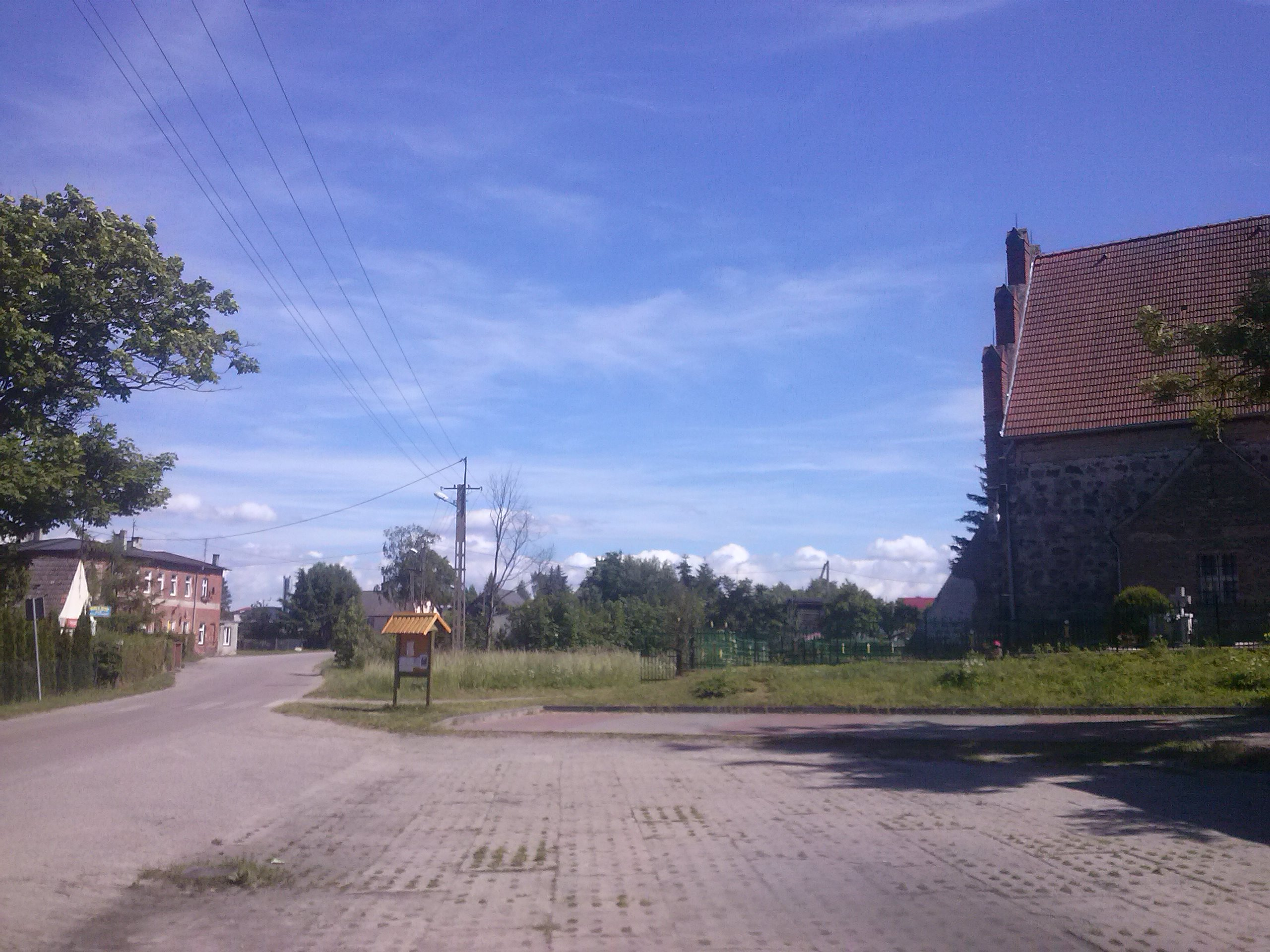
Dorfzentrum (Juni 2017)

Ältere Ortsbezeichnungen sind Neuwemarkt (1336), Newmark (1403), Newmarkt (1405) und Nowytarg (1659).   Im 13. Jahrhundert eroberte der Deutsche Orden die Landschaft Pomesanien. Darin gründete der Hochmeister Dietrich von Altenburg 1336 als eines von 22 Dörfern das Dorf Neuwemarkt. Dazu gab er dem Schulzen Hermann 68 Hufen zu kulmischem Recht, mit der Verpflichtung, das Dorf zu gründen. Schulze Hermann selbst erhielt 6½ freie Hufen, und dem Pfarrer wurden 3½ freie Hufen zugestanden.
Die erste Dorfkirche wurde 1340 errichtet und bereits dem Heiligen Rochus geweiht. Vom Zweiten Thorner Frieden 1466 bis zur preußischen Wiedervereinigung 1772 gehörte das Dorf zur Woiwodschaft Marienburg des polnischen Königlichen Preußen, danach zur preußischen Provinz Westpreußen und von 1920 bis zum Zweiten Weltkrieg zur Provinz Ostpreußen.
Im Jahr 1642 war hier ein neues Schulgebäude, aber es war noch kein Lehrer da.
Am 30. September 1929 wurde der Gutsbezirk Krastuden in die Landgemeinde Neumark eingegliedert.
Im Jahr 1945 gehörte die Landgemeinde Neumark zum Landkreis Stuhm im Regierungsbezirk Marienwerder im Reichsgau Danzig-Westpreußen des Deutschen Reichs. Neumark war dem Amtsbezirk Krastuden zugeordnet.
Im Januar 1945 wurde Neumark von der Roten Armee besetzt. Nach Beendigung der Kampfhandlungen wurde die Region seitens der sowjetischen Besatzungsmacht zusammen mit ganz Hinterpommern und der südlichen Hälfte Ostpreußens – militärische Sperrgebiete ausgenommen – der Volksrepublik Polen zur Verwaltung überlassen. Es wanderten nun Polen zu. Neumark wurde unter der polnischen Ortsbezeichnung „Nowy Targ“ verwaltet. Die einheimische Bevölkerung wurde mit wenigen Ausnahmen von der polnischen Administration aus Neumark vertrieben.
In der Volksrepublik Polen war Stary Targ ein staatliches Gut (Państwowe gospodarstwo rolne).

### Demographie
| Jahr | Einwohner | Anmerkungen |
| ---- | --------- | --- |
| 1783 | –         | königliches Dorf mit zwei Freischulzereien und einer katholischen Filialkirche von Altmark, 49 Feuerstellen (Haushaltungen), in Westpreußen |
| 1818 | 193       | königliches Dorf, Amt Stuhm |
| 1864 | 751       | Dorf, darunter 37 Evangelische und 699 Katholiken                                                                                           |
| 1885 | 617       | [ 6 ] |
| 1910 | 596       | Landgemeinde, am 1. Dezember, darunter 29 Evangelische und 567 Katholiken; 528 Personen mit polnischer Muttersprache                        |
| 1933 | 774       | [ 6 ] |
| 1939 | 820       | [ 6 ] |

## Kirche
Im Jahr 1642 stand hier eine gemauerte katholische Kirche, die eine Filiale von Altmark war. 1894 war hier eine katholische Pfarrkirche.
Die Protestanten der hier bis 1945 anwesenden Dorfbevölkerung gehörten zur evangelischen Pfarrei Groß Rohdau.

## Bauwerke

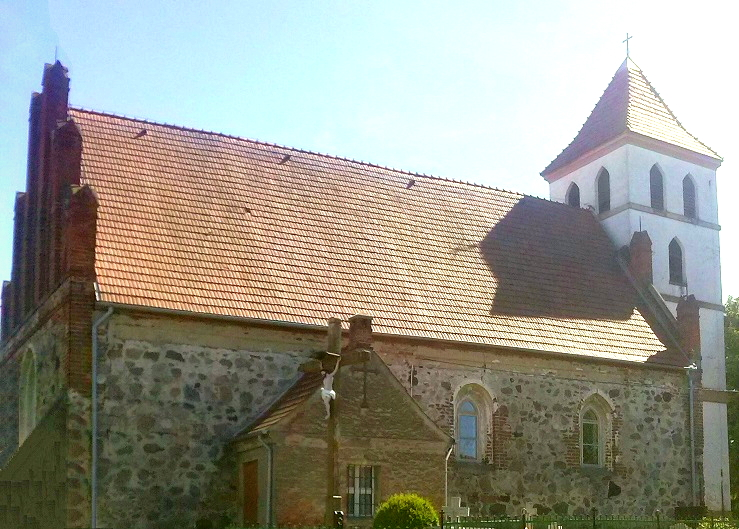
Rochuskirche (Kościół Św. Rocha)

Die Bauzeit der Dorfkirche ist nicht genau bekannt. Urkundlich erwähnt ist eine gemauerte Kirche für 1642, stilistisch ist sie aber an die hundert Jahre älter einzuschätzen. Obwohl das Mauerwerk des gotischen Gebäudes größtenteils aus Feldstein besteht, ist das Giebeldreieck des Ostgiebels aus Ziegeln gemauert, mit Blendarkaden und in Zinnen übergehende Lisenen im Stil der Backsteingotik. Eine derartige Materialkombination ist in der Gegend nicht unüblich.